# Agrilus aurithorax
Agrilus aurithorax (лат.) — вид узкотелых жуков-златок.

## Распространение
Китай, Лаос.

## Описание
Длина тела взрослых насекомых (имаго) 6,1—6,6 мм. Отличаются двухцветным верхом голубоватых надкрылий и золотисто-оранжевым пронотумом. Тело узкое, основная окраска со спинной стороны тёмная с голубоватым отблеском. Переднегрудь с воротничком. Боковой край переднеспинки цельный, гладкий. Глаза крупные, почти соприкасаются с переднеспинкой. Личинки развиваются на различных лиственных деревьях. Встречаются с апреля поиюнь на высотах от 900 до 1870 м. Вид был впервые описан в 2011 году в ходе ревизии, проведённой колеоптерологами Эдвардом Йендеком (Eduard Jendek) и Василием Гребенниковым (Оттава, Канада).